# Eksedra
Eksedra (lat. exedra) je v arhitekturi polkrožna vdolbina ali podnožje, pogosto okronano s polovično kupolo, ki je včasih sestavni del fasade zgradbe. V arheologiji označuje polkrožen, običajno razmaknjen, poploščen prostor ali pročelje prazgodovinske kultne zgradbe.
Izvirna grška zamisel (ἐξέδρα, odmaknjen sedež, sedež na prostem) je bila uporabljena v prostoru, ki je bil odprt v stoo, okrašen z ukrivljeno kamnito klopjo z visokim hrbtiščem, primerno za filozofski pogovor. Eksedra lahko pomeni tudi ukrivljen počivalnik v kolonadi, morda s polkrožnim sedežem.
V antični dobi je bila eksedra posebej zgrajena povišana niša na velikem odprtem prostoru, namenjenemu javnemu zbiranju.
Eksedra je običajno imela apsidalne stopničke, ki so podpirale kamnito klop. Prostostoječe (na prostem) eksedre so pogosto prvotno podpirali bronasti portretni kipi, znana vrsta helenističnih struktur,  značilno nameščena vzdolž svetih poti ali v odprtih prostorih v svetiščih, kot na Delosu ali v Epidavru. Včasih so bile helenistične eksedre zgrajene v povezavi z mestno agoro kot v Prieni. Arhitekti so ta prosti slog uporabili tudi v sodobnem času.

## Rim
Eksedra je bila zelo popularna v rimski arhitekturi v obdobju rimskega imperija. V 1. stoletju našega štetja so Neronovi arhitekti vključili eksedre v načrtovanje njegove palače Domus Aurea (latinsko Zlata hiša), bogate s številnimi sobami, kar je naredilo Neronovo palačo tako osupljivo domišljavo pri tradicionalnih Rimljanih, kajti nihče še ni videl kupole in eksedre v stanovanju. Eksedra je imela običajno javno vlogo: ko so retoriki in filozofi debatirali v rimskem gimnaziju, so se zbirali v eksedri, odprti v peristil. Bazilika je imela veliko eksedro na skrajnem koncu nasproti vhoda, kjer je sedel sodnik pri obravnavi primerov, običajno je bila povišana za nekaj stopnic. V latinščini se je imenovala tudi tribuna in je bila postavljena nad dvignjeno podporo ob steno.

## Poznejša uporaba
Eksedre so tudi po padcu Rima še vedno zelo uporabljali v arhitekturi. V bizantinski in romanski arhitekturi se je njena vloga razvila v apsidi in se tam popolnoma udomačila. Izraz eksedra se še vedno pogosto uporablja za sekundarno apsido ali nišo (polkupolo) v bolj zapletenih tlorisih poznejših bizantinskih cerkva; drug izraz je školjka, imenovana po obliki lupine pokrovače, ki jo je imela polkupola s pokrovom. Zelo slavna je eksedra v Bramantejevi Cortile del Belvedere, ki se podaljša v Vatikansko palačo; sprva je bila odprta v nebo.
V muslimanski arhitekturi eksedra postane mihrab, ki vedno in povsod ohranja versko vlogo, tudi v molitveni niši.
Barok in neoklasična arhitektura tudi uporabljata eksedre. Baročni arhitekti (na primer Pietro da Cortona v svoji vili Pigneto) so jih uporabljali za obogatitev igre svetlobe in sence ter za nadzor nad ekspresivno prostornino; neoklasični arhitekti so z njimi izražali ritmično gibanje višine stene.
Notranjost eksedre so bogato izkoriščali škotski neoklasični arhitekt Robert Adam in njegovi privrženci.

## Javna krajina
Klasičen primer baročne eksedre v (sorazmerno) pomanjšanem merilu je osrednja niša vodnjaka Trevi v Rimu, zatočišče kipa Neptuna.
Mnogo klasicističnih školjk v javnih parkih ima obliko eksedre s polkupolo na vrhu, ki odbija zvok. Hollywoodska koncertna akustična školjka (ilustracija v tem primeru) ima obliko glave velikanske eksedre s klasicističnimi podrobnostmi. Spreckels Temple of Music v parku Golden Gate v San Franciscu je še en primer take samostojne klasicistične akustične školjke.
Javni spomeniki brez kakršne koli obloge uporabljajo prostostoječo polkrožno eksedro s klopjo, pogosto je okvir za kip.

## Vrtovi
V 18. stoletju je eksedra postala priljubljena vrtna zgradba ali zgradba, narejena za okras, ki se pogosto uporablja kot okrasno ukrivljena stena za zakrivanje drugega dela vrta, na primer Villa Manin v Codroipu blizu Vidma/Udine. Lahko vključujejo klop, vodnjak in krajinsko razsvetljavo v tradicionalnih ali sodobnih slogih.
V novejši, posebej pokrajinski arhitekturi, je eksedra polkrožni element, ki se uporablja pri okraševanju obzorja.